# 中田落
中田落（なかだおとし）は、埼玉県久喜市を流下する農業排水路である。

## 概要
この中田落は主として、久喜市樋ノ口地内を流下し、周辺に所在している農地からの農業排水や、散在している集落からの生活排水を集めながら流下する。流路の詳細に関しては下記の流路節を参照されたい。
また中田落の南方には、さいたま栗橋線付近より並行し流下する馬立用水が存在している。

## 流路
- さいたま栗橋線の西方約50mの付近にて水路と合流する。
- 東へと流下し、さいたま栗橋線を東へと横断する。
- 道路と並行し、その北側に沿いながら樋ノ口をおおよそ東へと流下する。約250m程流下したところで南南東へと流路を変え、約60m程流下したところで東北東へと流路を変える。この付近では流域の南側が水田などの農地となっている。
- 東北東へと流路を変えた付近より道路を挟み馬立用水と並行して流下する。中田落は道路の北側に並行し、約70m程流下したところで庄兵衛堀川の土手に至り、この土手伝いに北西へと流下する。

## 橋梁
- （埼玉県道3号さいたま栗橋線）

## 流域周辺所在の施設
- 全農埼玉総合センター